# Нижне-Волжская студия кинохроники
Ни́жне-Во́лжская сту́дия кинохро́ники — советская, затем российская киностудия хроникального и документального кино, базирующаяся в Саратове. Получила самостоятельность в 1931 году, её деятельность охватывала весь Нижне-Волжский край, а позже и Тамбовскую область с Калмыкией.

## История
Первая документальная киносъёмка в Саратове была произведена на Театральной площади в мае 1918 года оператором Московского кинокомитета Янисом Доредом — там проходила церемония похорон жертв правоэсеровского мятежа. С 1920 года в Саратове работала фотокиноинспекция по прокату фильмов, съёмка собственной кинохроники стала возможной с открытием в 1923 году кинофабрики — Поволжского отделения акционерного общества «Пролеткино». Один из организаторов Александр Булдаков стал её первым руководителем. Он же был автором первого документального сюжета «Хлеб идёт» (1924). Первоначально учреждение занимало часть здания «Народной аудитории» на углу Ленинской и улицы Кооперативной, 40, где также работал кинотеатр «Первое общедоступное кино».

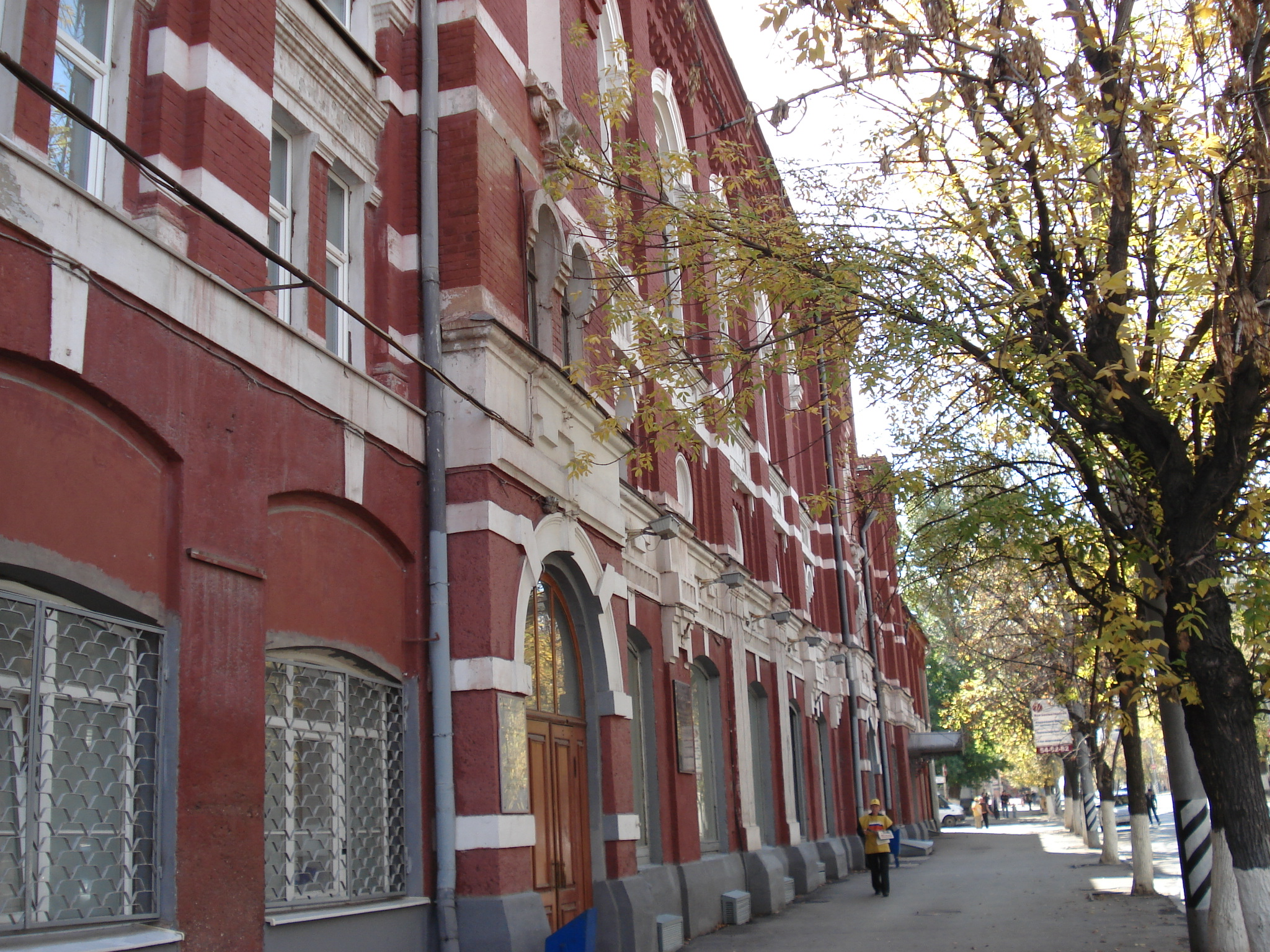
Здание «Народной аудитории»,
фото 2012 года

В связи с громким разбирательством о транжирстве денежных средств в головном офисе «Пролеткино» и судом (так называемое «Дело  шестнадцати»), банкротством и последовавшей за этим ликвидацией, с 1927 года Нижне-Волжское отделение кинофабрики было передано краевому отделению «Совкино» (преобразованного в «Союзкино» в 1930 году) в качестве сектора хроники — и уже в 1930 году в кинотеатрах Саратова шёл первый номер журнала кинохроники.
На основе действующей базы «Союзкино» в 1931 году была сформирована Саратовская студия «Союзкинохроники», её разместили на улице Республики во дворе дома № 5 (ныне — проспект имени Петра Столыпина). Задачей студии было освещение жизни всего Нижне-Волжского края.
В хорошую погоду молодые крепкие парни вытаскивали во двор тяжёлые неуклюжие кинокамеры на деревянных треногах, подзывали кого-нибудь из нас, мальчишек, говорили: «Стой, не вертись!» Наводили объектив — и медленно, плавно крутили ручку (моторов у аппаратов тогда не было). Теперь я знаю — это готовились пробы плёнки, перед съёмками.— из воспоминаний жившего по соседству кинорежиссёра Юрия Чибрякова, «Новая жизнь» 2014

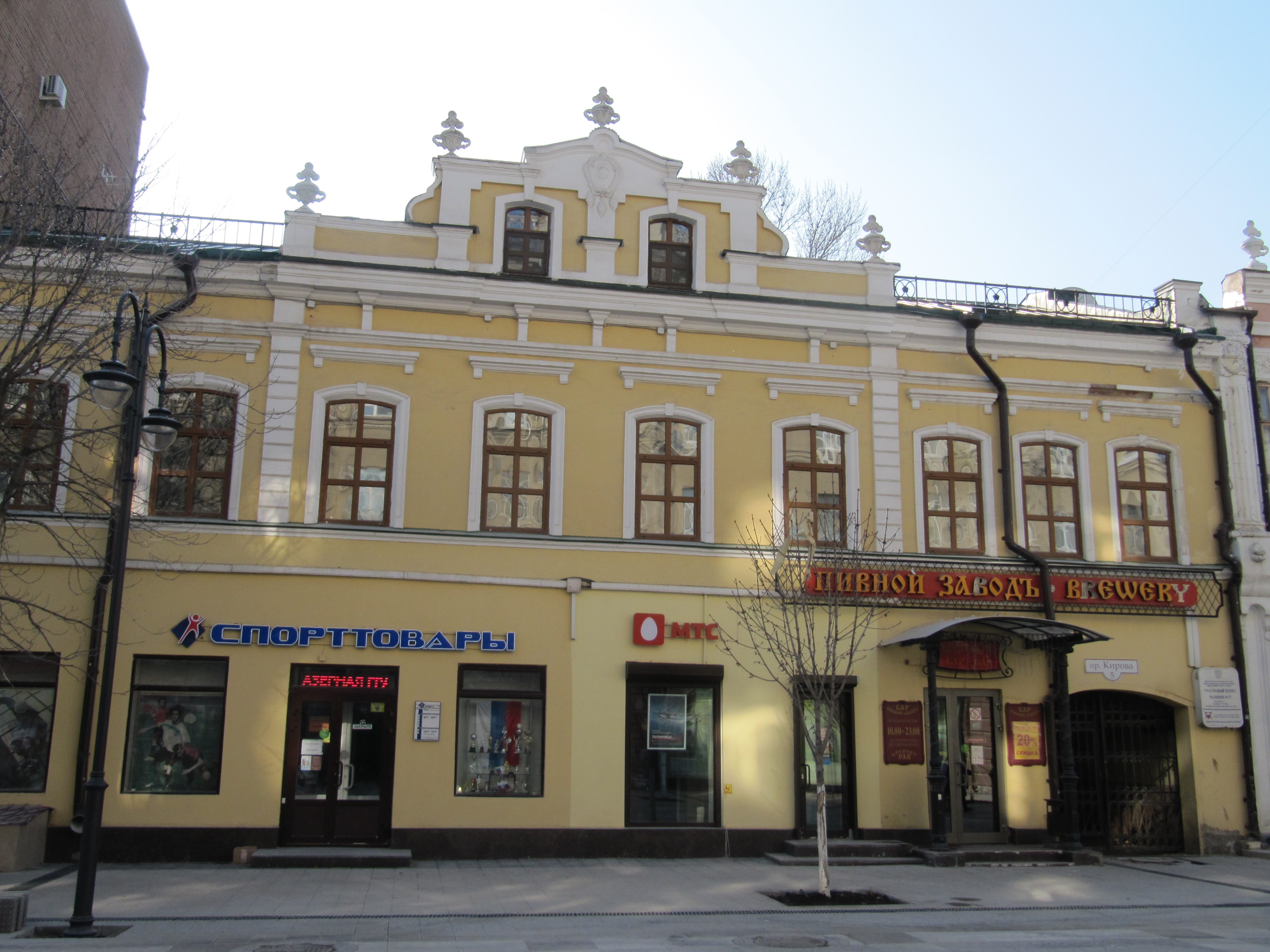
Дом № 5, фото 2019 года

Начиная с 1932 года стал регулярно выходить киножурнал «Нижнее Поволжье». В 1934 году журнал переименовывали в «Саратовский край», в 1936 году вернули прежнее название. Журналы выходили в звуковом и немом вариантах.
С начала войны студия существовала как корпункт Куйбышевской студии кинохроники, в 1942 году её работа была прервана, студию законсервировали, кто-то ушёл на фронт, а часть коллектива откомандировали на эвакуированную в Куйбышев из Москвы Центральную студию кинохроники.
Студия воссоздана приказом Министерства кинематографии СССР № 4621-р от 6 апреля 1946 года «О реорганизации корреспондентского пункта Куйбышевской студии кинохроники», и получила название — Нижне-Волжская студия кинохроники. Кроме Саратовской области в сферу её обслуживания включили Астраханскую и Сталинградскую, Тамбовскую области, Калмыцкую АССР. В дальнейшем помимо Астрахани со Сталинградом корпункты студии работали в Тамбове, Элисте и Энгельсе.
На углу улиц Октябрьской и Челюскинцев реконструируется здание, в котором разместится крупнейшая в России Нижневолжская студия кинохроники. В ней будет 15 цехов, оборудованные по последнему слову техники.

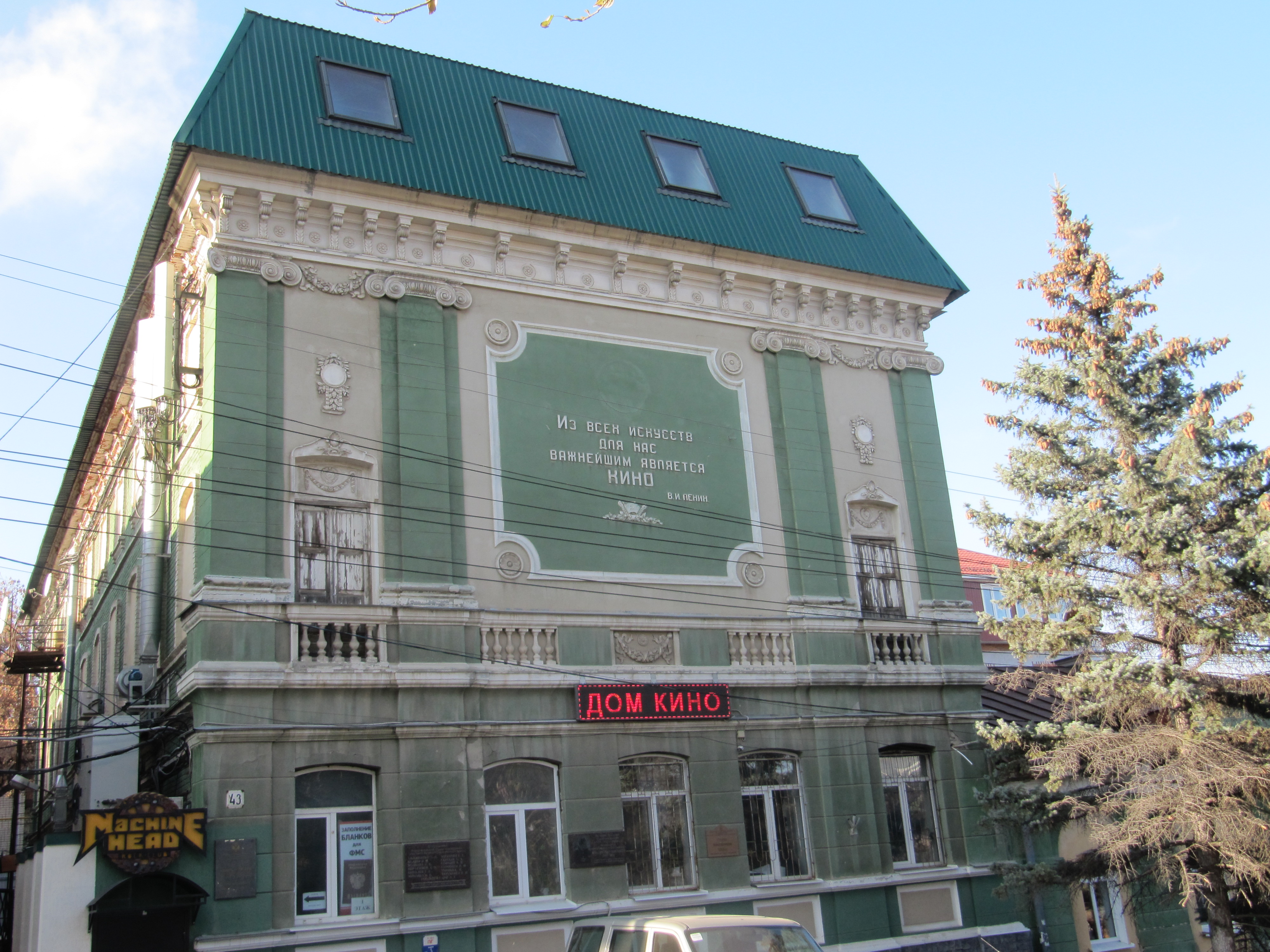
Дом № 43 по Октябрьской улице,
ныне Дом кино, фото 2019 года

Исполком Саратовского городского Совета депутатов трудящихся отвёл под студию трёхэтажное здание постройки 1876 года по Октябрьской улице, 43 (прежде — Дом народного творчества), ныне являющееся объектом культурного наследия местного (муниципального) значения. Его фасад после реконструкции украсила цитата В. И. Ленина: «Из всех искусств для нас важнейшим является кино». Также студии была передана часть соседнего дома № 41 (спортивный зал).
К 1957 году студия располагала осветительным цехом, цехом звукотехники, цехом обработки плёнки, монтажным цехом. Обновлённая техническая база позволяла производить чёрно-белые фильмы обычного и широкоэкранного формата, а позже и цветные. Кроме фильмов за один год студия выпускала 36 номеров киножурнала «Нижнее Поволжье». В 1971—1972 годах журнал выходил под названием «Волжские огни», новое название окончательно прижилось в 1981 году.
В 1990-е годы в связи со значительным сокращением количества выпускаемых фильмов многие творческие работники были переведены на договора, часть коллектива перешла работать на телевидение.
В 2002 году стартовал процесс приватизации. На её первом этапе в январе 2004 года было зарегистрировано Открытое акционерное общество «Творческое производственное объединение „Нижне-Волжская студия кинохроники“» (с полным пакетом акций у государства). В том же году ОАО «ТПО „Нижне-Волжская студия кинохроники“» вместе с министерством культуры Саратовской области выступило соучредителем Международного теле-кинофестиваля документальной мелодрамы «Саратовские страдания». Просмотровый зал студии на втором этаже стал доступным для широкой публики кинозалом и получил название «Дом кино». Но из-за практически полного отсутствия заказов деятельность студии оказалась ограничена работой «Дома кино» и проведением фестиваля «Саратовские страдания». Тогда же произошёл технологический переход к видеосъёмке вместо съёмки на киноплёнку, на порядок более затратной.

### Руководство
- Георгий Мичурин — директор студии (1937—1942, 1946—1967)[30][31];
- Ростислав Долгополов (1967—1969)[22][32];
- Георгий Ковалёв (1969—1976)[22][33];
- Николай Курьяков (1977—1980)[22][34];
- В. Пронин[22];
- Владимир Начинько — генеральный директор (1988—2003)[22][29][35];
- Андрей Наймушин — генеральный директор (2003—2010, 2011—2020)[36];
- Сергей Феклистов — и. о. генерального директора, генеральный директор (2011), прежде сотрудник рекламной службы ГТРК-Саратов[29][26][37];
- Николай Котов — генеральный директор (2011), кинооператор и режиссёр[29];
- Арсений Наймушин — генеральный директор (2021— н. в.)[38].

### Сотрудники
На студии работали, а также сотрудничали с ней многие известные кинематографисты. На здании студии установлены мемориальные доски студийцам-фронтовикам Великой Отечественной войны.

## Настоящее время
В 2007—2008 годах администрации киностудии удалось решить проблему с деформировавшейся от времени крыши здания, известной ещё с 1960-х годов. С помощью вырученных от продажи гаража и небольшого строение во дворе, по согласованию с архитекторами был надстроен мансардный 4-й этаж. В конце 2010 года из-за резко увеличившейся общей задолженности посредством вмешательства Федерального агентства по управлению федеральным имуществом генеральный директор ОАО «ТПО „Нижне-Волжская студия кинохроники“» был временно снят с должности. 
В декабре 2010 году было зарегистрировано ООО «Творческое производственное объединение „Нижне-Волжская студия кинохроники“», а прежнее ОАО «ТПО „Нижне-Волжская студия кинохроники“» годов было признано банкротом в судебном порядке. Так произошла фактически приватизация находящегося под управлением руководства студии городского кинотеатра «Дома кино». В конце лета 2011 года в зрительном зале заменили звуковое оборудование на новое. 
В попытке избежать процедуру банкротства в 2012 году руководство в контакте с режиссёром-документалистом Джеммой Фирсовой, вдовой уроженца Саратова Владислава Микоши, инициировало создание фонда поддержки кино и телевидения имени Владислава Микоши. Его юридически оформленной концепцией предусматривалось сохранить и преобразить студию кинохроники. Было объявлено о превращении студии в «работоспособный объект», в частности открытии на первом этаже небольшого кинозала для показа артхаусных лент. Всю внутреннюю студийную работу перенесли на третий этаж.

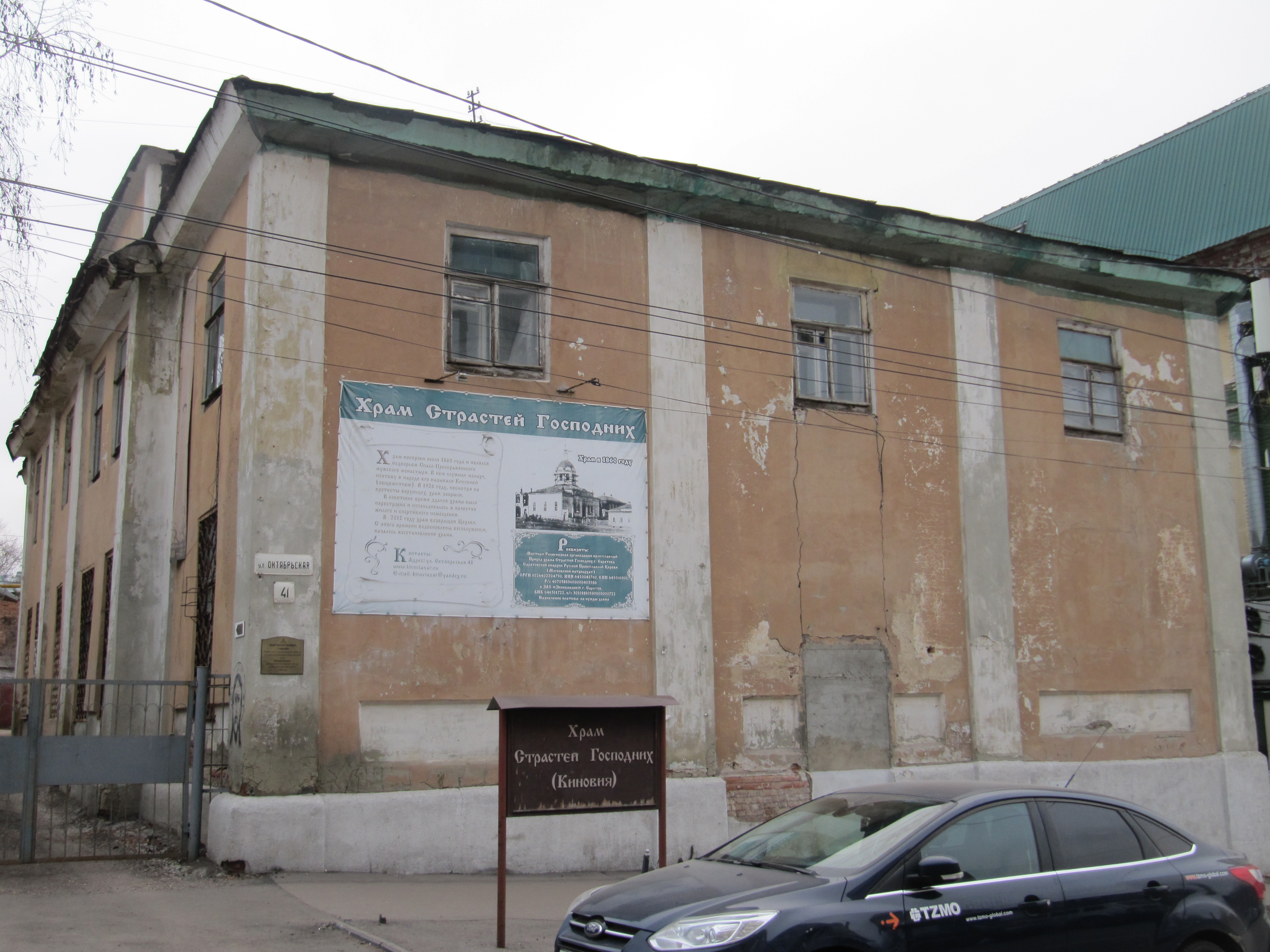
Дом № 41 по Октябрьской улице,
фото 2021 года

В 2012 году здание бывшего Храма в честь Страстей Господних (Киновия) — дом № 41, часть помещений которого занимала студия, было возвращено Саратовской епархии и с июня 2014 года в нём возобновлены богослужения.
Путём процесса отчуждения, продаж и перепродаж за несколько лет нежилые помещения студии оказались в руках у разных владельцев, студия стала полностью частным предприятием. В 2016 году часть помещений в доме № 43, в том числе и кинозала Дома кино, были выставлены на продажу, инициатором выступил кредитодатель — банк «Агророс», всего почти 500 квадратных метров.

Государство отказалось от нас 10 лет назад. Когда государство уходит, начинается поле для частного бизнеса. Не знаю, что дальше будет, всё зависит от нового владельца. Если договоримся и придём к общему мнению, то ничего не изменится и всё будет хорошо.
— Андрей Наймушин, директор студии, июнь 2016
Череда скандалов, грозящая изменению профиля предприятия, не прекращается уже много лет.

## Произведённые фильмы
(Подробнее…)
Фильмы студии неоднократно выходили в общесоюзный прокат, представляли страну на международных фестивалях документального кино, получали награды. За последние годы три фильма студии участвовали в Открытом фестивале документального кино «Россия» — «Дорога к Сталинграду» в 2005, «Собиратели теней» в 2006 и «Пьедестал на окраине» в 2015 году.
Полнометражный фильм «Ключ для заводного апельсина», созданный совместно со студией August 26th studio (Саратов) в 2014 году, в том же году стал финалистом XV Национальной премии в области неигрового кино и телевидения «Лавровая ветвь», а на следующий год был в конкурсной программе VIII фестиваля российского документального кино в Нью-Йорке (США).

## Киноархив студии
«Фильмофонд Нижневолжской студии кинохроники» создавался в регионе, он и должен остаться в регионе. Региону интересен этот фонд.
…это бывает нужно местным заказчикам, и в Саратове это найдёт применение, не говоря уже про сохранение исторической памяти малой родины.
В 2003 году в ходе реализации программы приватизации киноотрасли Министерством культуры и массовых коммуникаций Российской Федерации и Федеральным агентством по управлению федеральным имуществом фильмофонд студии был отделён от её производственных мощностей и выделен в ФГУП «Фильмофонд Нижне-Волжской студии кинохроники». В него попали все киноматериалы (порядка шести тысяч), произведённые на студии с 1934 по 2003 год. Фильмофонд включал несколько разделов: огромный отдел «социальная сфера», спорт, здравоохранение, промышленность, сельское хозяйство. На плёнку были запечатлены самые «пиковые» факты эпохи: возведение Саратовской ГЭС и Балаковской АЭС, строительство Саратовского моста и так далее. Существовала инициативная группа по передаче всего фильмофонда на баланс Саратовской области, но окончательное решение так и не было принято. При этом само здание фильмохранилища, пристроенное к студии, в результате реформирований последних лет принадлежало Федеральному агентству по управлению государственным имуществом.
Какое-то время киноархив числился филиалом фильмофонда РЦСДФ, далее был отнесён к «Союзмультфильму», при этом оставался в Саратове. Наконец, созданное в 2012 году ФГУП «Объединенная государственная киноколлекция» в конце этого же года вознамерилось вывезти весь фильмофонд студии в Москву.
В настоящее время все права на саратовский фильмофонд принадлежат Госфильмофонду Российской Федерации.

## Комментарии
1. ↑  По версии Антона Морвана, журналиста саратовского издания «Общественное мнение», студия располагалась в доме № 7, ныне известном как «Дом Эрфурта»[13].
2. ↑  Смену названий киножурнала связывают с реформированием в 1934 году Саратовского края — разделением Нижне-Волжского края на Саратовскую область и Автономную Социалистическую Советскую Республику Немцев Поволжья[6].
3. ↑  Несколько операторов студии стали фронтовыми операторами Великой Отечественной войны: Сергей Авлошенко, Давид Ибрагимов, Владислав Микоша, Авенир Софьин.
4. ↑  Первым цветным фильмом стал «Севернее Сталинграда» (1954)[14][19]. По словам кинооператора Николая Котова, проработавшего на студии более 20 лет, проявлять цветную негативную киноплёнку приходилось возить в Москву[20].
5. ↑  Акционирование киностудии 2004 года вызвало резкую реакцию трудового коллектива, особенно старшей возрастной группы[24].
6. ↑  По данным редакции Информационного агентства «Взгляд-инфо» учредителями ООО «ТПО „Нижне-Волжская студия кинохроники“» стали временно отстранённый генеральный директор киностудии Андрей Наймушин, главный редактор студии Татьяна Зорина, а также Дмитрий Орлов (киноклуб «Волшебный фонарь»)[42].